# City of God
City of God (originaltitel Cidade de Deus) er en brasiliansk film fra 2002, udgivet på verdensplan i 2003. Filmen er baseret på Paulo Lins roman af samme navn.
Filmen handler om Rio de Janeiro, op gennem 1960'erne og 1970'erne og tager sit udgangspunkt i gadelivet i en periode hvor alt tydeligt bærer præg af at være dybt korrupt.